# 2032 (album)
2032 is een studioalbum van Gong. Gong leidde al jaren een sluimerend bestaan, men moest het hebben van zogenaamde Gong-dagen, waar dan diverse leden van de band ad hoc bij elkaar kwamen. In 2009 verscheen echter uit het niets het album 2032. De titel heeft betrekking op de ontdekking van de planeet Gong in 2032, aldus het  vervolgverhaal van Daevid Allen binnen de grote Gong-familie. In het begin van de loopbaan van de band verscheen een aantal albums die over hetzelfde onderwerp ging zoals Flying Teapot en Angel's Egg en You. De hoofdpersoon in die tijd Zero the Hero is ook terug, het hoesontwerp (van Allen) is een 0 met ornamenten.
De popmuziek heeft zich in die bijna veertig jaar, Flying Teapot verscheen in 1973, op allerlei gebied ontwikkeld. Dat is echter niet af te horen aan dit album; het is uitgevoerd in de toenmalige stijl van de band. Die stijl is anno 2010 net zo makkelijk/moeilijk te omschrijven als toen. De basis werd gelegd met progressieve rock, psychedelische rock en spacerock, maar Gong gaf daar een bijzondere draai aan. Zeer herkenbaar is het gitaargeluid van Hillage; het is alsof de tijd van zijn soloalbums is teruggehaald. Opnamen vonden plaats in de A-Wavestudio te Londen; andere in de 2 kHz Studio aldaar. Allen nam nog wat zaken op in Australië.       

## Musici
Het album werd volgespeeld door (ex-)leden van de band.
- Daevid Allen – stem, gitaar
- Steve Hillage – gitaar
- Gilli Smyth – stem, ruimtegefluister
- Miquette Giraudy – synthesizers
- Mike Howlett – basgitaar
- Chris Taylor – slagwerk
- Theo Travis – saxofoon en dwarsfluit

met
- Didier Malherbe – duduk (3,13), saxofoon (8) en dwarsfluit (11)
- Yuji Katsui – elektrische viool (4, 14)
- Elliet Mackrell – viool (6)
- Stefanie Petrik – achtergrondzang (1, 2, 3, 4, 6, 10)

## Tracklist
| Nr. | Titel                                                    | Duur |
| --- | -------------------------------------------------------- | ---- |
| 1.  | City of Self Fascination (Allen)                         | 6:04 |
| 2.  | Digital Girl (Allen, Hillage)                            | 4:22 |
| 3.  | How to Stay Alive (Allen, Hillage, Howlett, Taylor)      | 8:05 |
| 4.  | Escape Control Delete (Allen, Hillage, Miraudy, Howlett) | 7:07 |
| 5.  | Yoni Poem (Smyth, Giraudy)                               | 2:08 |
| 6.  | Dance with the Pixies (Allen)                            | 4:36 |
| 7.  | Wacky Baccy Banker (Allen, Hillage)                      | 8:20 |
| 8.  | The Year 2032 (Allen)                                    | 5:38 |
| 9.  | Robo-Warriors (Smyth, Giraudy)                           | 2:59 |
| 10. | Guitar Zero (Allen, Taylor)                              | 4:54 |
| 11. | The Gris Gris Girl (Allen, Hillage)                      | 6:29 |
| 12. | Wave and a Particle (Smyth, Giraudy)                     | 2:04 |
| 13. | Pinkle Ponkle (Allen, Hillage, Giraudy)                  | 4:34 |
| 14. | Portal (Hillage)                                         | 7:08 |